# When the Beat Drops Out
When the Beat Drops Out is een nummer van de Brits-Vincentaanse zanger Marlon Roudette uit 2014. Het is de eerste single van zijn tweede studioalbum Electric Soul.
"When the Beat Drops Out" is een electropopnummer met Caribische invloeden. Het nummer werd vooral een hit in het Verenigd Koninkrijk, het Duitse taalgebied, Luxemburg en Italië. In het Verenigd Koninkrijk bereikte het de 7e positie. In de Nederlandse Top 40 bereikte het de 37e positie, en in Vlaanderen moest het nummer het met een 35e positie in de Tipparade stellen.